# José Calvo Poyato
José Calvo Poyato (Cabra, 23 de julio de 1951) es un expolítico, historiador y novelista español. Ocupó el cargo de alcalde de Cabra casi una década, así como diputado al Parlamento de Andalucía y a la Diputación de Córdoba como militante del Partido Andalucista. Abandonó la política activa en 2005, dedicándose de lleno a la literatura y a su puesto como columnista en ABC.
Es hermano de la política Carmen Calvo Poyato, exvicepresidenta primera del Gobierno de España.

## Biografía
José Calvo Poyato comenzó sus estudios en el IES Aguilar y Eslava. Más tarde, se doctoró en Historia Moderna por la Universidad de Granada y la cátedra en Historia de Enseñanza Secundaria. Como escritor es autor tanto de obras de investigación y divulgación científicas como de novelas científicas. Autor de numerosas investigaciones que tienen como marco el sur de Córdoba y la propia ciudad de Cabra. Ha publicado numerosas novelas históricas como La biblia negra, El hechizo del Rey, Jaque a la Reina, El manuscrito de Calderón o El sueño de Hipatia entre otras. A partir del 2005 y con la publicación de El manuscrito de Calderón, introdujo el personaje de Pedro, un antiguo mosquetero dedicado a la investigación que recuerda de alguna manera al capitán Alatriste.

### Carrera política
Miembro del Partido Andalucista, su trayectoria política se caracteriza por su densidad, y por la presencia en cargos de importancia. Ingresó en el Partido Andalucista en 1985, siendo secretario provincial de esta formación en Córdoba entre 1990 y 1995, presidente de la Comisión Permanente del Congreso del PA (1995-1996) y presidente de la Comisión de Garantías (1996-2000). Fue diputado provincial de la Diputación de Córdoba (1995-1999) y autonómico en el Parlamento de Andalucía (1990-1994 y 2000-2005). Asimismo, sería alcalde entre 1991 y 2000 de Cabra, su ciudad natal, dimitiendo de su cargo el 7 de octubre de 2000 para dedicarse por completo como diputado autonómico, siendo sustituido por el también andalucista Manuel Buil Baena.
El 29 de septiembre de 2005 fue seleccionado como consejero general en la asamblea del banco Cajasur. El 27 de octubre de ese año, dimitió de su cargo como portavoz del Partido Andalucista, además de su escaño como diputado autonómico por diferencias con el secretario general de su partido, Julián Álvarez Ortega.
A pesar de que Calvo Poyato abandonó la política activa, en 2018 participó en un foro del Partido Popular, mientras que en septiembre de 2019 fue elegido por el presidente andaluz Juan Manuel Moreno Bonilla como patrono y miembro directivo del Centro de Estudios Andaluces, similar al CIS nacional en la autonomía.

### Fuera de la política
Calvo Poyato es miembro fundador de la revista Andalucía en la historia, de la que también fue su director entre 2003 y 2006. Desde 2009 es columnista semanal del periódico ABC en su versión de Córdoba. Asimismo, es miembro de la Real Academia de Ciencias, Bellas Letras y Nobles Artes de Córdoba y de la Academia Andaluza de la Historia desde el 4 de octubre de 2014.
El 4 de septiembre de 2015 ejerció como pregonero de la LX edición de la Fiesta de la Vendimia de Montilla. El 19 de diciembre de ese año fue designado como patrono de la Fundación de la Universidad Internacional Menéndez Pelayo.

## Publicaciones

### Biografías, ensayo e historiografía
- La villa de Cabra en la crisis del siglo XVII (Premio Juan Valera 1978; Cabra, Ayuntamiento, 1979). 156 páginas, ISBN 84-300-1144-7.
- La villa de Cabra en el siglo XVIII (Cabra, Ayuntamiento, 1980). 200 páginas, ISBN 84-300-3693-8. En colaboración con José Luis Casas Sánchez.
- Conflictividad social en Andalucía: los sucesos de Montilla 1873 (Córdoba, Área de Cultura del Ayuntamiento, 1981). 274 páginas, ISBN 84-500-4646-7. En colaboración con José Luis Casas Sánchez.
- La Guerra de Sucesión en Andalucía: aportación al conflicto de los pueblos del sur de Córdoba (Córdoba, Diputación, 1982; segunda edición, Málaga, Sarriá, 2002). 230 páginas, ISBN 84-95129-70-1.
- Cabra en el siglo XIX (Cabra, Ayuntamiento, 1984). 250 páginas, ISBN 84-500-9612-X. En colaboración con José Luis Casas Sánchez.
- Del siglo XVII al XVIII en los señoríos del sur de Córdoba (Córdoba, Diputación, 1986). 649 páginas, ISBN 84-505-4297-9.
- Guía histórica de Montilla (Montilla, Ayuntamiento, 1987). 550 páginas, ISBN 84-505-4920-5.
- La guerra de Sucesión (Madrid, Anaya, 1988; segunda edición, Madrid, Anaya, 1993). 96 páginas, ISBN 84-207-5105-7.
- Así vivían en el Siglo de Oro (1989; segunda edición, Madrid, Anaya, 2005). 96 páginas, ISBN 84-207-3549-3.
- De los Austrias a los Borbones (Madrid, Historia 16. Historia viva, 1990; segunda edición, Madrid, Alba, 2005). 208 páginas, ISBN 84-95921-94-4.
- La vida y la época de Carlos II el Hechizado (Barcelona, Planeta, 1992; segunda edición, Barcelona, Planeta, 1998). 224 páginas, ISBN 84-08-02615-1.
- Felipe V, el primer Borbón (Barcelona, Planeta, 1992). 240 páginas, ISBN 84-08-00094-2.
- Cabra en el siglo XX (Cabra, Ayuntamiento, 1993). 325 páginas, ISBN 84-604-7296-5. En colaboración con José Luis Casas Sánchez.
- Enrique IV el Impotente y el final de una época (Barcelona, Planeta, 1993; segunda edición, Barcelona, Planeta-De Agostini, 1997). 192 páginas, ISBN 84-395-6071-0.
- Felipe IV y el ocaso de un imperio (Barcelona, Planeta, 1995; segunda edición, Barcelona, Planeta-De Agostini, 1997). 208 páginas, ISBN 84-395-6074-5.
- El desastre del 98 (Barcelona, Plaza y Janés, 1997). 264 páginas, ISBN 84-01-55005-X.
- Los Orleáns en España (Barcelona, Plaza y Janés, 1998). 248 páginas, ISBN 84-01-53028-8.
- Breve historia de Cabra (Málaga, Sarriá, 2000). 128 páginas, ISBN 84-95129-39-6.
- Juan José de Austria. Un bastardo de leyenda (Barcelona, Plaza y Janés, 2002). 288 páginas, ISBN 84-01-30511-X.
- Reinas viudas de España (Barcelona, Península, 2002). 280 páginas, ISBN 84-8307-498-2.
- Antonio Maura (Barcelona, Ediciones B, 2003). 272 páginas, ISBN 84-666-1219-X. En colaboración con Pep Marti Vallverdú.
- Felipe V (Málaga, Sarriá, 2004). 158 páginas, ISBN 84-95129-89-2.
- Momentos estelares de la historia de España (2008, ISBN  9788423340965 )
- Altamira. Historia de una polémica (Barcelona, Stella Maris, 2015) ISBN 84-16541-22-5.
- La España austera (Arzalia, 2021)

### Novelas históricas
- El rey hechizado (Madrid, Martínez Roca, 1995). 288 páginas, ISBN 84-270-2061-9.
- Conjura en Madrid (Barcelona, Plaza y Janés, 1999). 296 páginas, ISBN 84-01-32766-0.
- La Biblia negra (Barcelona, Plaza y Janés, 2000). 336 páginas, ISBN 84-01-35202-9.
- El hechizo del rey (Barcelona, Belacqua, 2001). 382 páginas, ISBN 84-95894-02-5.
- Los galeones del Rey (Barcelona, El Aleph, 2002). 352 páginas, ISBN 84-7669-531-4.
- Jaque a la Reina (Barcelona, Grijalbo, 2003). 304 páginas, ISBN 84-253-3785-2.
- La orden negra (finalista del Premio Ciudad de Torrevieja 2005; Barcelona, Plaza y Janés, 2005).
- El manuscrito de Calderón (Pedro Capablanca I) (Barcelona, Plaza y Janés, 2005). 288 páginas, ISBN 84-01-33541-8.
- El ritual de las doncellas (Pedro Capablanca II) (Barcelona, Plaza y Janés, 2006). 288 páginas, ISBN 84-01-33572-8.
- La dama del Dragón (Plaza y Janés, 2007).
- Vientos de intriga (2008).
- El sueño de Hipatia (Plaza y Janés, 2009).
- Sangre en la Calle del Turco (Plaza y Janés, 2011).
- Mariana, los hilos de la libertad (Plaza&Janés. Barcelona, 2013).
- El Gran Capitán (Plaza&Janés. Barcelona, 2015).
- El espía del rey (Ediciones B. Barcelona, 2017).[13]
- El último Tesoro Visigodo (Penguin Random House Grupo Editorial, 2019)
- La ruta infinita (Harper Collins, 2019)[14]
- La travesía final (Harper Collins, 2021)[14]
- El año de la República (Harper Collins, 2022)[15]
- El Rey Regente (Harper Collins, 2024).
- Dueños del mundo (Harper Collins, 2025).